# Olympische Sommerspiele 2012/Leichtathletik – 1500 m (Männer)

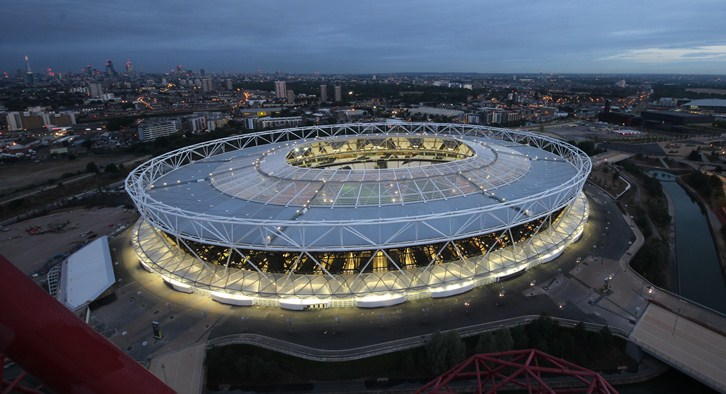
Das Olympiastadion von London im Jahr 2015

Der 1500-Meter-Lauf der Männer bei den Olympischen Spielen 2012 in London wurde am 3., 5. und 7. August 2012 im Olympiastadion London ausgetragen. 43 Athleten nahmen teil.
Olympiasieger wurde der Algerier Taoufik Makhloufi, der vor dem US-Amerikaner Leonel Manzano gewann. Die Bronzemedaille errang der Marokkaner Abdalaati Iguider.
Für Deutschland startete Carsten Schlangen, der im Halbfinale ausschied. Der Österreicher Andreas Vojta scheiterte im Vorlauf.
Athleten aus der Schweiz und Liechtenstein nahmen nicht teil.

## Aktuelle Titelträger

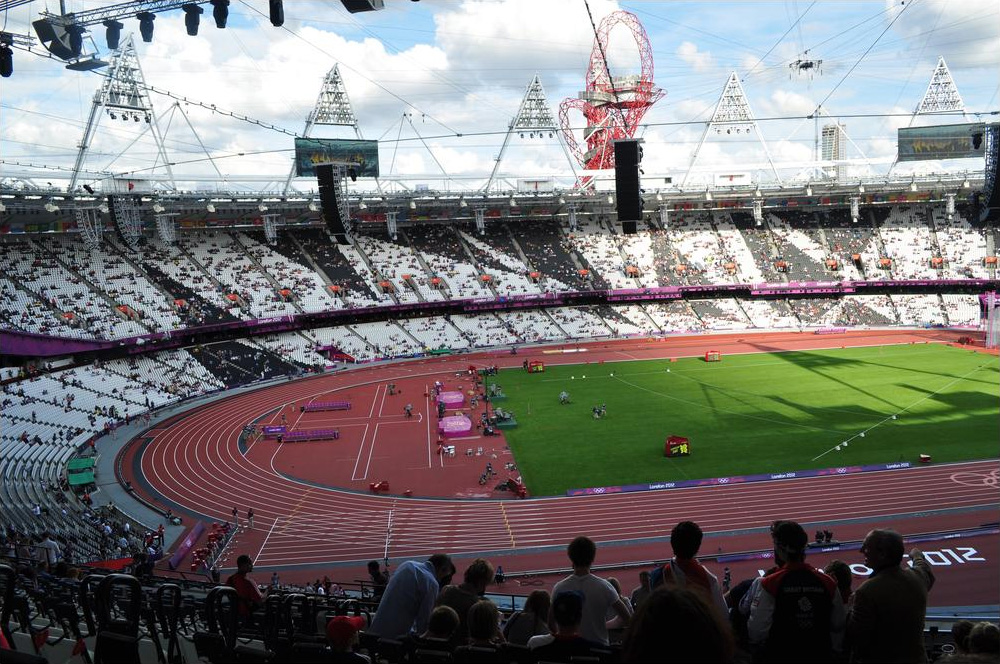
Das Londoner Olympiastadion während der Spiele 2012

| Olympiasieger                      | Asbel Kiprop ( Kenia)            | 3:33,11 min | Peking 2008       |
| Weltmeister                        | Asbel Kiprop ( Kenia)            | 3:35,69 min | Daegu 2011        |
| Europameister                      | Henrik Ingebrigtsen ( Norwegen)  | 3:46,20 min | Helsinki 2012     |
| Zentralamerika und Karibik-Meister | Nico Herrera ( Venezuela)        | 3:44,92 min | Mayagüez 2011     |
| Südamerika-Meister                 | Leandro de Oliveira ( Brasilien) | 3:45,55 min | Buenos Aires 2011 |
| Asienmeister                       | Mohammad al-Azemi ( Kuwait)      | 3:42,49 min | Kōbe 2011         |
| Afrikameister                      | Caleb Ndiku ( Kenia)             | 3:35,71 min | Porto-Novo 2012   |
| Ozeanienmeister                    | Adrien Kela ( Neukaledonien)     | 4:04,53 min | Cairns 2012       |

## Rekorde

### Bestehende Rekorde
| Weltrekord         | Hicham El Guerrouj ( Marokko) | 3:26,00 min | Rom, Italien                 | 14. Juli 1998      |
| Olympischer Rekord | Noah Ngeny ( Kenia)           | 3:32,07 min | Finale OS Sydney, Australien | 29. September 2000 |

Der bestehende olympische Rekord wurde bei diesen Spielen nicht erreicht. Die schnellste Zeit erzielte der spätere Bronzemedaillengewinner Abdalaati Iguider aus Marokko mit 3:34,00 min im zweiten Halbfinale am 5. August. Den Rekord verfehlte er damit um 1,93 Sekunden. Zum Weltrekord fehlten ihm genau acht Sekunden.

### Rekordverbesserung
Es gab einen neuen Landesrekord:

3:35,43 min – Henrik Ingebrigtsen (Norwegen), Finale am 7. August
Anmerkung:
Alle Zeiten in diesem Beitrag sind nach Ortszeit London angegeben (UTC±0).

## Doping
In diesem Wettbewerb gab es drei Dopingfälle:
- Dem Marokkaner Amine Laalou, der für den zweiten Vorlauf vorgesehen war, wurde wegen eines positiven Dopingbefundes Anfang August im Zusammenhang mit der Diamond-League-Veranstaltung in Monaco die Einreise nach Großbritannien verweigert.[2] Anschließend wurde er für zwei Jahre gesperrt.[3]
- Dem im Halbfinale ausgeschiedenen Hamza Driouch aus Katar wurden für den 2. August 2012 Unregelmäßigkeiten in seinem Biologischen Pass nachgewiesen. Damit hatte er gegen die Antidopingbestimmungen verstoßen und sein hier in London erzieltes Resultat wurde ihm aberkannt. Darüber hinaus wurde er beginnend mit dem 31. Dezember 2014 für zwei Jahre gesperrt.[4]
- Ebenfalls im Halbfinale ausgeschieden war Mohammed Shaween aus Saudi-Arabien. In seinem Biologischen Pass wurden Irregularitäten gefunden. Das Antidoping Komitee Saudi-Arabiens annullierte alle seit 2006 erzielten Resultate, darunter auch sein hier in London erzieltes Ergebnis. Außerdem erhielt er eine dreijährige Sperre.[5]

Benachteiligt wurden zwei Athleten, denen ihre Startberechtigung für das Halbfinale genommen wurde:
- David Bustos, Spanien – Er wäre als Sechster des zweiten Vorlaufs für das Halbfinale qualifiziert gewesen.
- Dmitrijs Jurkevičs, Lettland – Er wäre über seine im zweiten Vorlauf erzielte Zeit für das Halbfinale qualifiziert gewesen.

## Vorläufe
Es wurden drei Vorläufe durchgeführt. Für das Halbfinale qualifizierten sich pro Lauf die ersten sechs Athleten (hellblau unterlegt). Darüber hinaus kamen die sechs Zeitschnellsten, die sogenannten Lucky Loser, weiter.
Im dritten Vorlauf wurde der Kenianer Nixon Chepseba nach Beschwerde seines Verbands durch Kampfrichterentscheid für das Halbfinale zugelassen. 300 Meter vor dem Ziel war der Kenianer in aussichtsreicher Position durch den US-Läufer Matthew Centrowitz ins Stolpern gekommen und zurückgefallen. Die Jury entschied, dass Chepseba durch eine Behinderung um seine Halbfinalchance gebracht worden war. Trotz seiner Unsportlichkeit wurde Centrowitz nicht disqualifiziert.

### Vorlauf 1
3. August 2012, 20:05
| Platz | Name                 | Nation         | Zeit (min) |
| ----- | -------------------- | -------------- | ---------- |
| 01    | Taoufik Makhloufi    | Algerien       | 3:35,15    |
| 02    | Mekonnen Gebremedhin | Äthiopien      | 3:36,56    |
| 03    | Asbel Kiprop         | Kenia          | 3:36,59    |
| 04    | Ross Murray          | Großbritannien | 3:36,74    |
| 05    | Mohamad al-Garni     | Katar          | 3:36,99    |
| 06    | Leonel Manzano       | USA            | 3:37,00    |
| 07    | Florian Carvalho     | Frankreich     | 3:37,05    |
| 08    | Mohamed Moustaoui    | Marokko        | 3:37,41    |
| 09    | Ryan Gregson         | Australien     | 3:38,54    |
| 10    | Belal Mansoor Ali    | Bahrain        | 3:38,69    |
| 11    | Yegor Nikolajew      | Russland       | 3:38,92    |
| 12    | Álvaro Rodríguez     | Spanien        | 3:41,54    |
| 13    | Teklit Teweldebrhan  | Eritrea        | 3:42,88    |
| 14    | Mamadou Barry        | Guinea         | 4:05,08    |
| 15    | Rabiou Guero Gao     | Niger          | 4:05,46    |

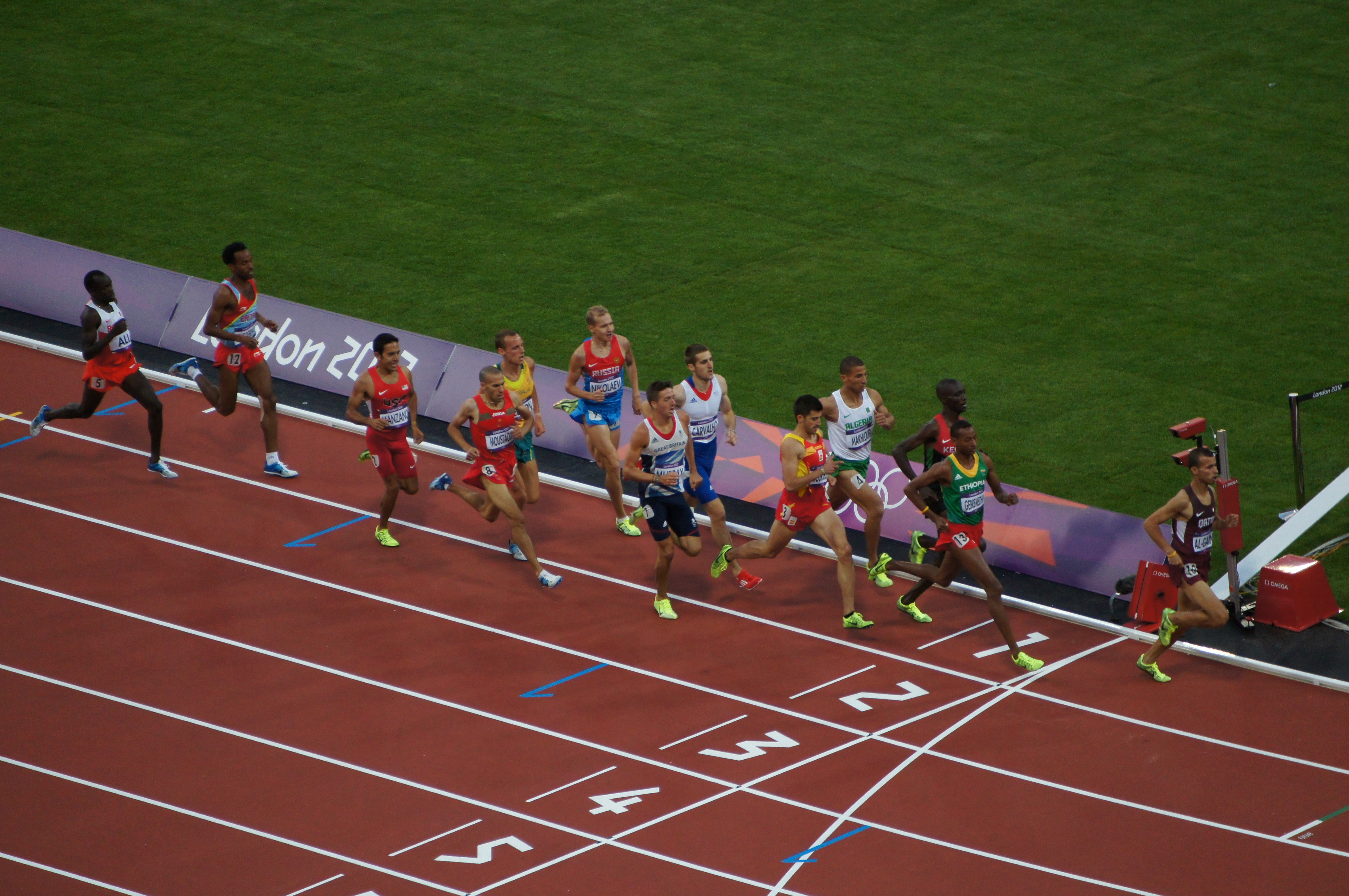
Szene aus dem ersten Vorlauf: vorne Mohamad Al-Garni, gefolgt von Mekonnen Gebremedhin, Asbel Kiprop, Taoufik Makhloufi und Álvaro Rodríguez, dahinter Ross Murray, Florian Carvalho, Yegor Nikolajew, Ryan Gregson sowie Mohamed Moustaoui vor Leonel Manzano, Teklit Teweldebrhan und Belal Mansoor Ali

Im ersten Vorlauf ausgeschiedene Läufer:

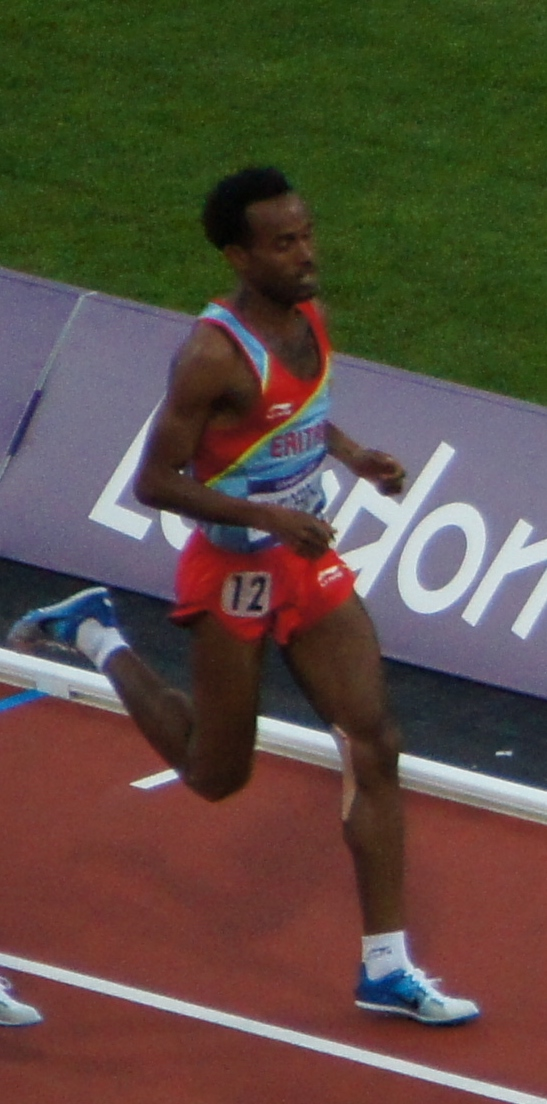
Teklit Teweldebrhan – Rang dreizehn
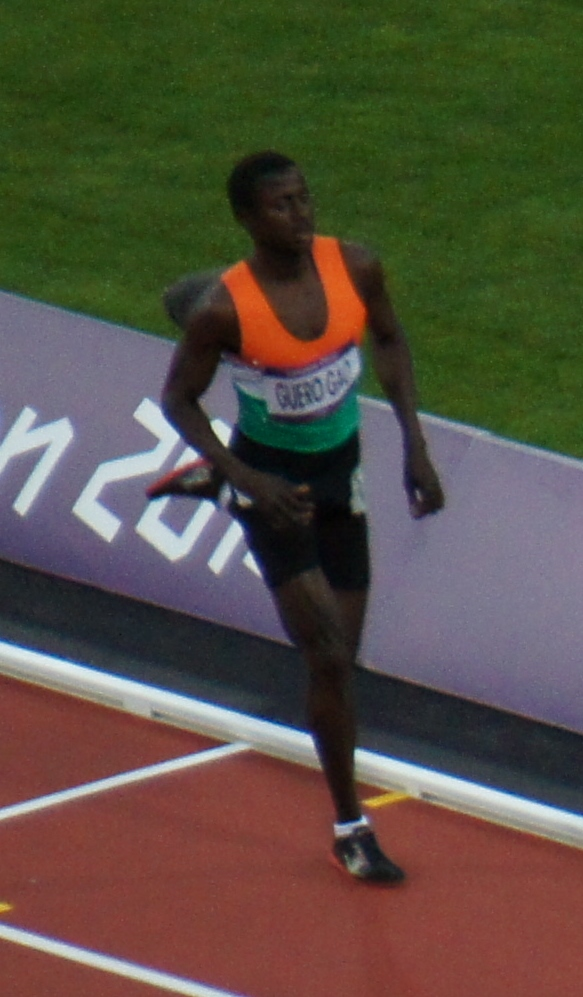
Rabiou Guero Gao – Rang fünfzehn

### Vorlauf 2

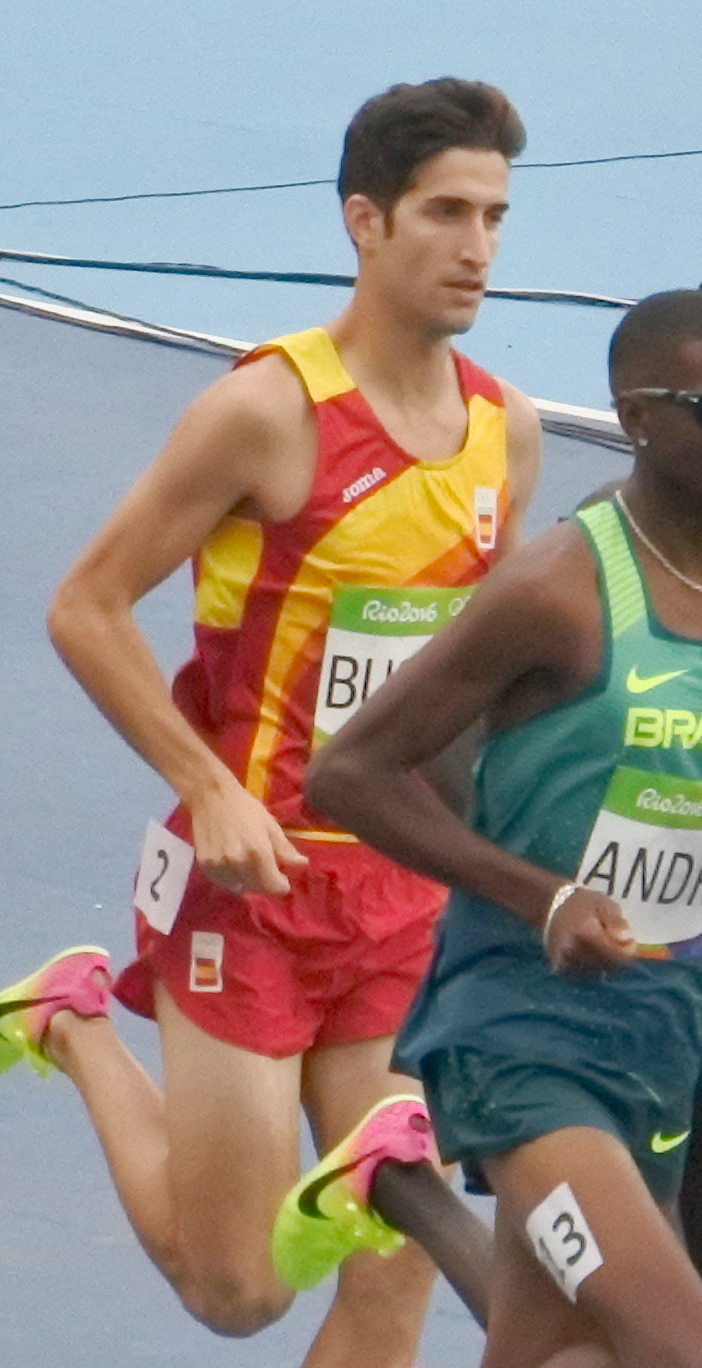
David Bustos – im zweiten Vorlauf als Sechster ausgeschieden, weil zwei gedopte Läufer vor ihm lagen
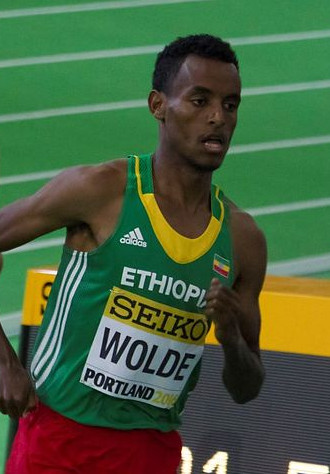
Dawit Wolde – ausgeschieden als Achter des zweiten Vorlaufs

3. August 2012, 20:15 Uhr
| Platz | Name                | Nation         | Zeit (min) | Anmerkung                                  |
| ----- | ------------------- | -------------- | ---------- | ------------------------------------------ |
| 01    | İlham Tanui Özbilen | Türkei         | 3:39,70    |                                            |
| 02    | Silas Kiplagat      | Kenia          | 3:39,79    |                                            |
| 03    | Nathan Brannen      | Kanada         | 3:39,95    |                                            |
| 04    | Andrew Baddeley     | Großbritannien | 3:40,34    |                                            |
| 05    | Andrew Wheating     | USA            | 3:40,92    |                                            |
| 06    | David Bustos        | Spanien        | 3:41,34    | eigentlich für das Halbfinale qualifiziert |
| 07    | Dmitrijs Jurkevičs  | Lettland       | 3:41,40    | eigentlich für das Halbfinale qualifiziert |
| 08    | Dawit Wolde         | Äthiopien      | 3:41,81    |                                            |
| 09    | Niclas Sandells     | Finnland       | 3:42,67    |                                            |
| 10    | Jamala Aarrass      | Frankreich     | 3:45,13    |                                            |
| 11    | Mohamed Mohamed     | Somalia        | 3:46,16    |                                            |
| 12    | Nabil Al-Garbi      | Jemen          | 3:55,46    |                                            |
| DOP   | Mohammed Shaween    | Saudi-Arabien  | 3:39,42    | für das Halbfinale zugelassen              |
| DOP   | Hamza Driouch       | Katar          | 3:39,67    | für das Halbfinale zugelassen              |

### Vorlauf 3
3. August 2012, 20:25 Uhr
| Platz | Name                | Nation        | Zeit (min) | Anmerkung                                                                  |
| ----- | ------------------- | ------------- | ---------- | -------------------------------------------------------------------------- |
| 01    | Nick Willis         | Neuseeland    | 3:40,92    |                                                                            |
| 02    | Abdalaati Iguider   | Marokko       | 3:41,08    |                                                                            |
| 03    | Yoann Kowal         | Frankreich    | 3:41,12    |                                                                            |
| 04    | Henrik Ingebrigtsen | Norwegen      | 3:41,33    |                                                                            |
| 05    | Matthew Centrowitz  | USA           | 3:41,39    |                                                                            |
| 06    | Carsten Schlangen   | Deutschland   | 3:41,51    |                                                                            |
| 07    | Diego Ruiz          | Spanien       | 3:41,52    |                                                                            |
| 08    | Aman Wote           | Äthiopien     | 3:41,67    |                                                                            |
| 09    | Nixon Chepseba      | Kenia         | 3:42,29    | für das Halbfinale qualifiziert durch Juryentscheid nach einer Behinderung |
| 10    | Emad Hamed Nour     | Saudi-Arabien | 3:42,95    |                                                                            |
| 11    | Eduar Villanueva    | Venezuela     | 3:43,11    |                                                                            |
| 12    | Andreas Vojta       | Österreich    | 3:43,52    |                                                                            |
| 13    | Ciarán Ó Lionáird   | Irland        | 3:48,35    |                                                                            |
| 14    | Samuel Vázquez      | Puerto Rico   | 3:49,19    |                                                                            |

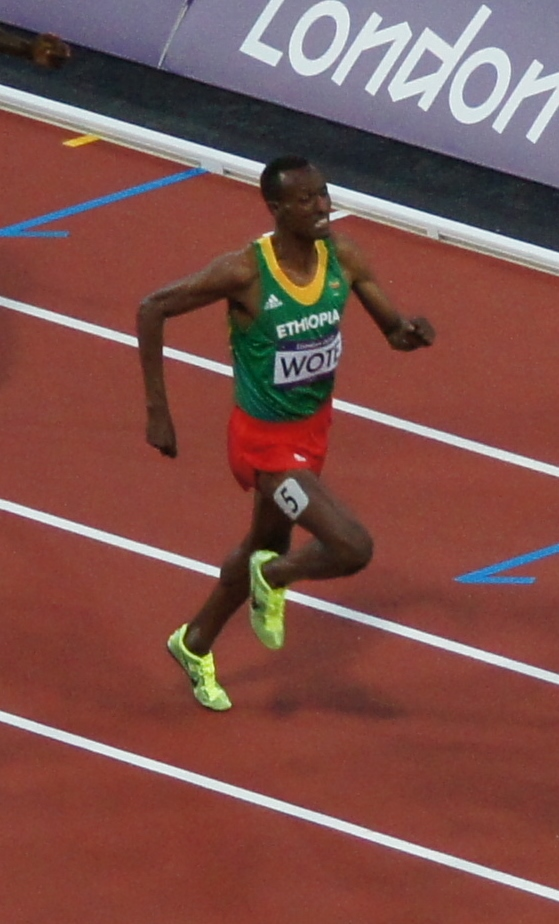
Aman Wote – ausgeschieden als Achter des dritten Vorlaufs

Weitere im dritten Vorlauf ausgeschiedene Läufer:

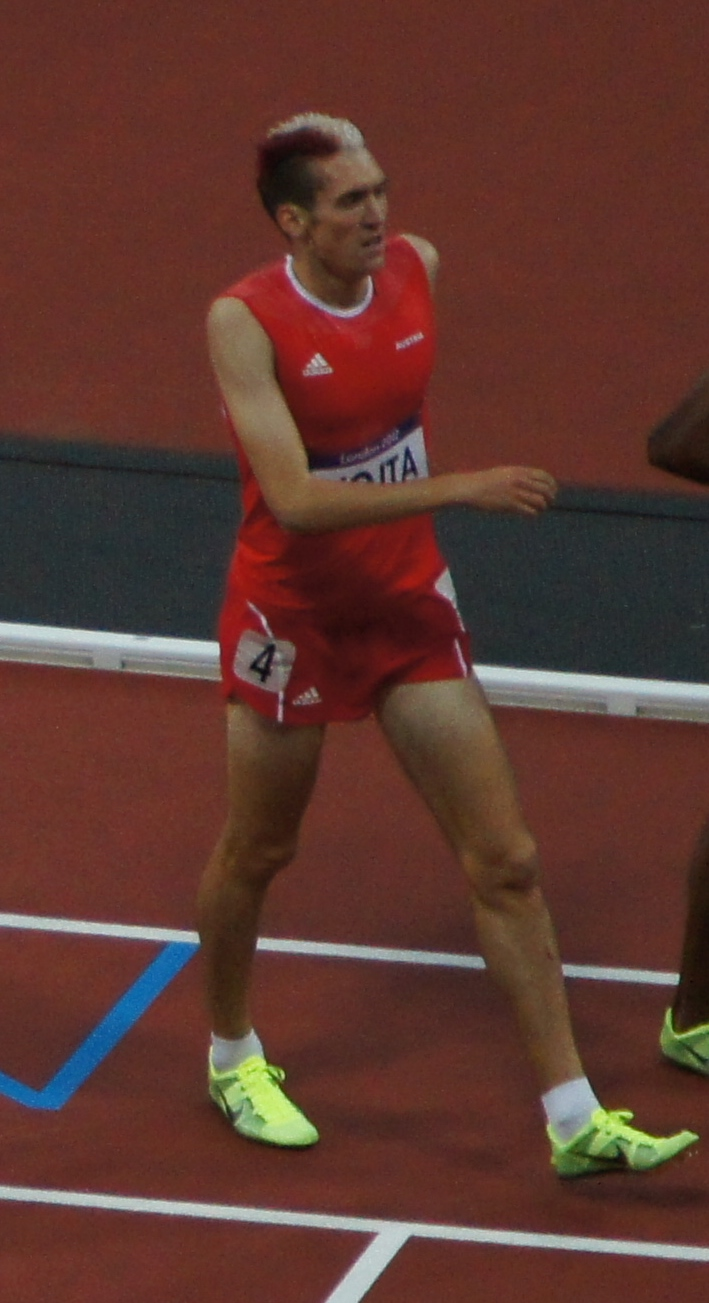
Andreas Vojta – Rang zwölf
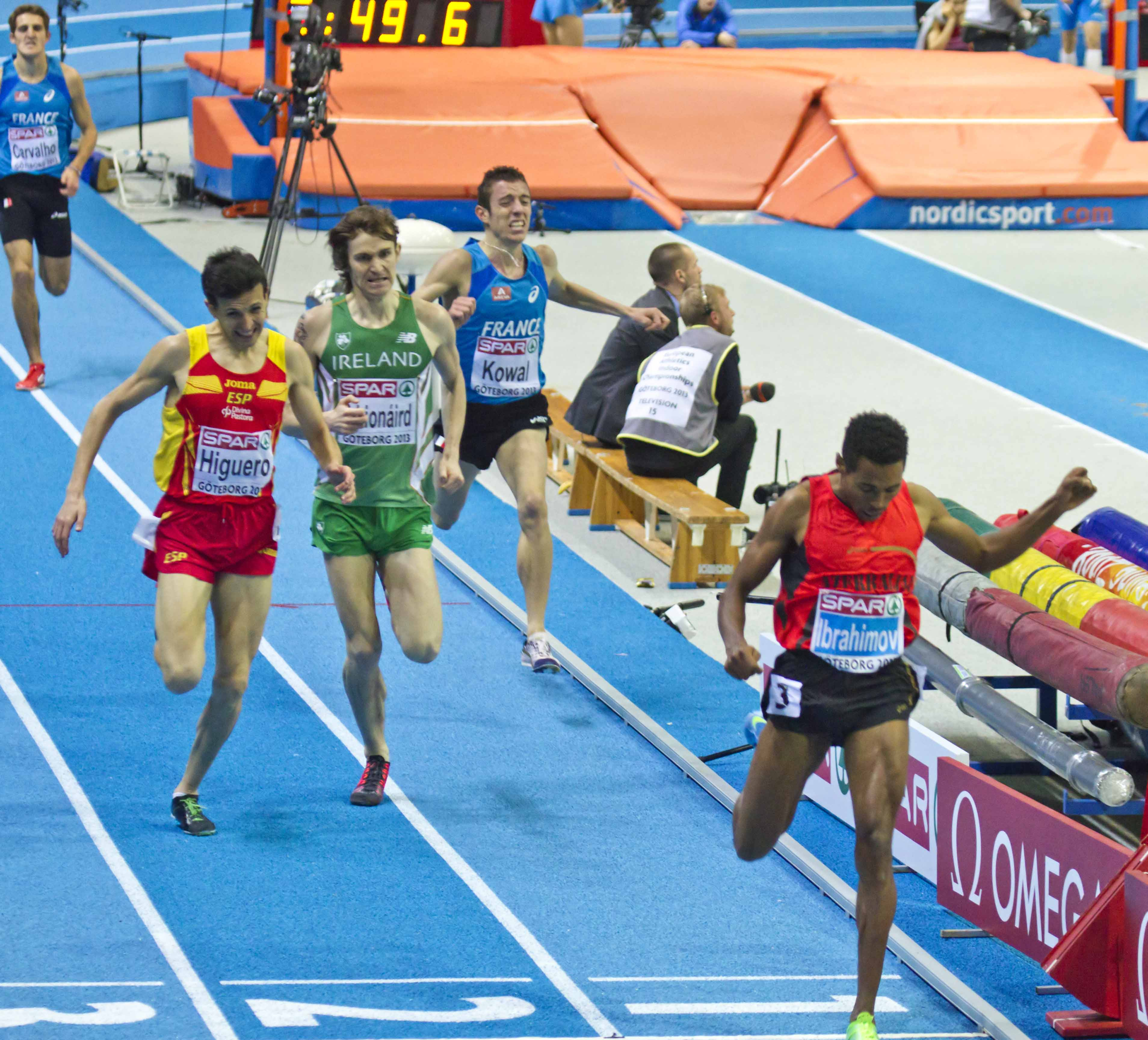
Ciarán Ó Lionáird (grünes Trikot) – Rang dreizehn

## Halbfinale
Es wurden zwei Läufe durchgeführt. Für das Finale qualifizierten sich pro Lauf die ersten fünf Athleten (hellblau unterlegt). Darüber hinaus kamen die zwei Zeitschnellsten, die sogenannten Lucky Loser (hellgrün unterlegt), weiter. Die direkt qualifizierten Athleten sind, die Lucky Loser.

### Lauf 1
5. August 2012, 20:15 Uhr
| Platz | Name                 | Nation         | Zeit (min) | Anmerkung |
| ----- | -------------------- | -------------- | ---------- | --------- |
| 01    | Taoufik Makhloufi    | Algerien       | 3:42,25    |           |
| 02    | Asbel Kiprop         | Kenia          | 3:42,92    |           |
| 03    | Mekonnen Gebremedhin | Äthiopien      | 3:42,93    |           |
| 04    | Leonel Manzano       | USA            | 3:42,94    |           |
| 05    | Henrik Ingebrigtsen  | Norwegen       | 3:43,26    |           |
| 06    | Mohamed Moustaoui    | Marokko        | 3:43,33    |           |
| 07    | Yoann Kowal          | Frankreich     | 3:43,48    |           |
| 08    | Andrew Wheating      | USA            | 3:44,88    |           |
| 09    | Ross Murray          | Großbritannien | 3:44,92    |           |
| 10    | Ryan Gregson         | Australien     | 3:51,86    |           |
| DOP   | Mohammed Shaween     | Saudi-Arabien  | 3:43,39    | [ 5 ]     |
| DOP   | Hamza Driouch        | Katar          | 3:49,40    | [ 4 ]     |

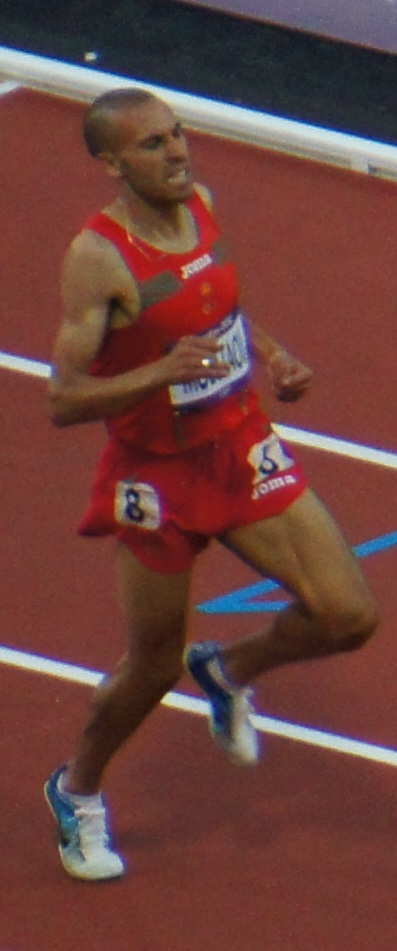
Mohamed Moustaoui – ausgeschieden als Sechster des ersten Halbfinals

Weitere im ersten Halbfinale ausgeschiedene Läufer:

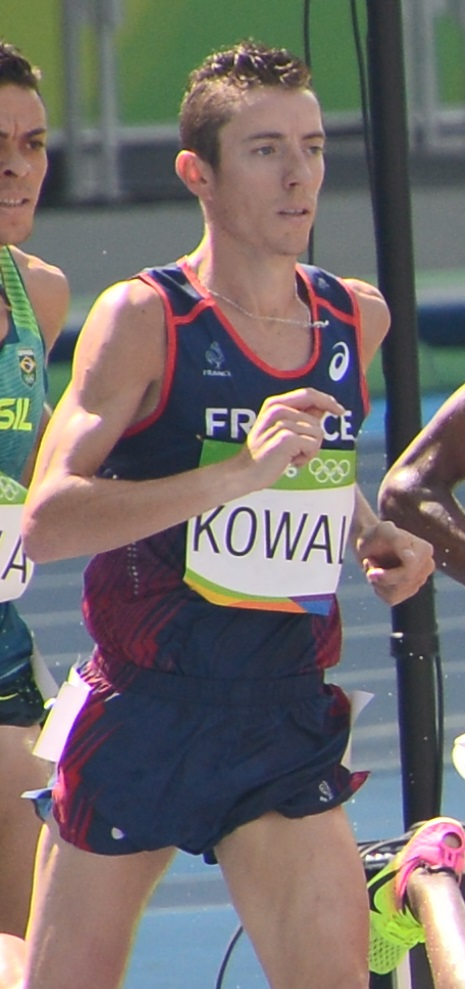
Yoann Kowal – Rang sieben
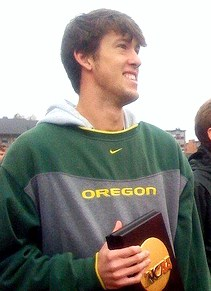
Andrew Wheating – Rang acht
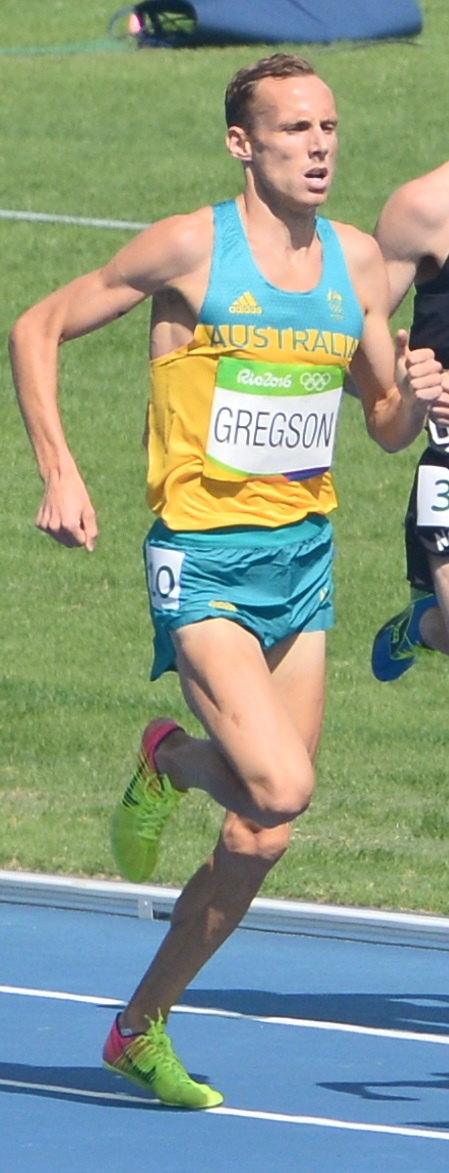
Ryan Gregson – Rang zehn

### Lauf 2
5. August 2012, 20:25 Uhr
| Platz | Name                | Nation         | Zeit (min) |
| ----- | ------------------- | -------------- | ---------- |
| 01    | Abdalaati Iguider   | Marokko        | 3:34,00    |
| 02    | Silas Kiplagat      | Kenia          | 3:34,60    |
| 03    | Nick Willis         | Neuseeland     | 3:34,70    |
| 04    | Nixon Chepseba      | Kenia          | 3:34,89    |
| 05    | Matthew Centrowitz  | USA            | 3:34,90    |
| 06    | İlham Tanui Özbilen | Türkei         | 3:35,18    |
| 07    | Belal Mansoor Ali   | Bahrain        | 3:35,40    |
| 08    | Andrew Baddeley     | Großbritannien | 3:36,03    |
| 09    | Mohamad al-Garni    | Katar          | 3:36,78    |
| 10    | Yegor Nikolajew     | Russland       | 3:37,28    |
| 11    | Carsten Schlangen   | Deutschland    | 3:38,23    |
| 12    | Nathan Brennan      | Kanada         | 3:39,26    |
| 13    | Florian Carvalho    | Frankreich     | 3:40,61    |

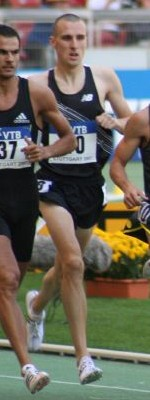
Andrew Baddeley – ausgeschieden als Achter des zweiten Halbfinals

Weitere im zweiten Halbfinale ausgeschiedene Läufer:

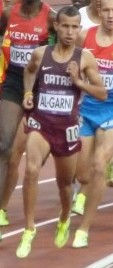
Mohamad Al-Garni – Rang neun
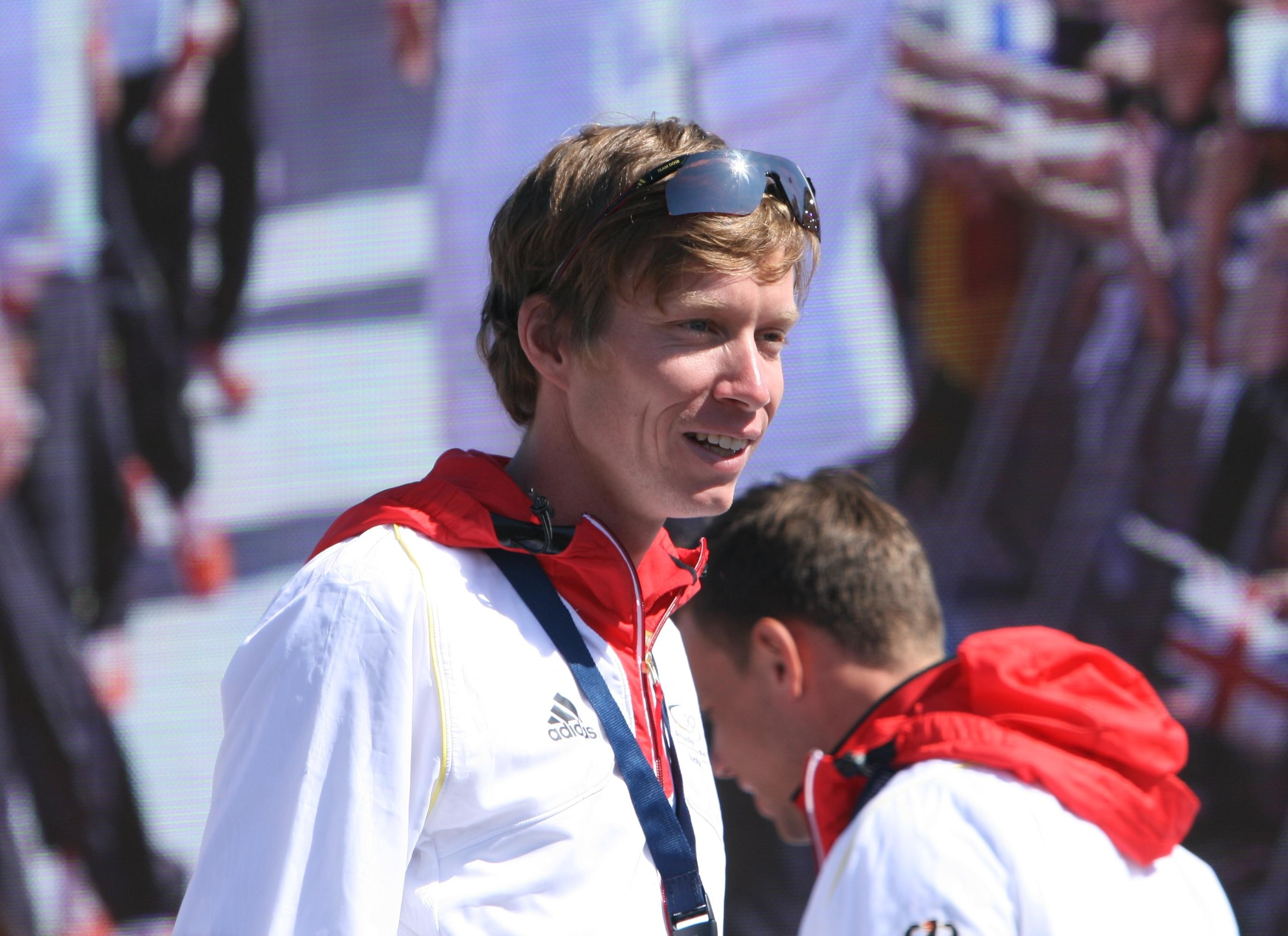
Carsten Schlangen – Rang elf
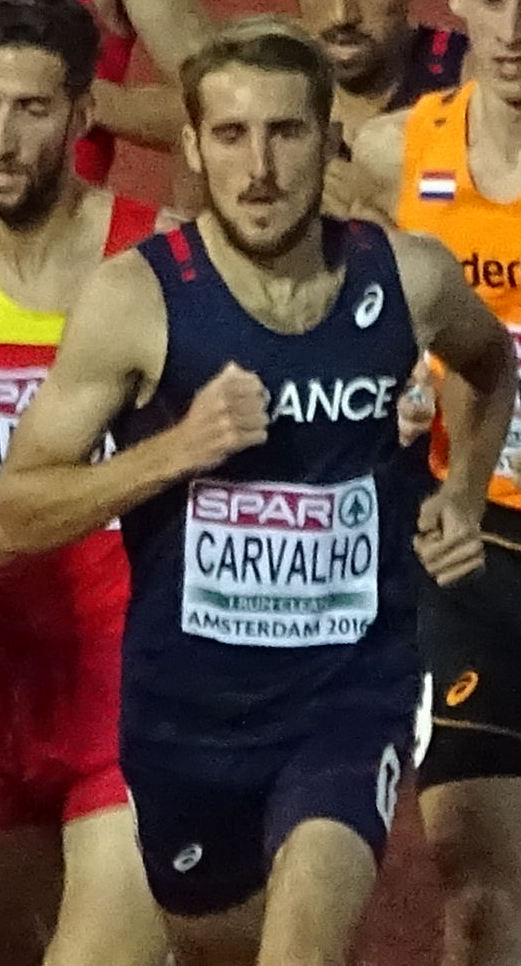
Florian Carvalho – Rang dreizehn

## Finale
7. August 2012, 21:15 Uhr
| Platz | Name                 | Nation     | Zeit (min) | Anmerkung |
| ----- | -------------------- | ---------- | ---------- | --------- |
| 01    | Taoufik Makhloufi    | Algerien   | 3:34,08    |           |
| 02    | Leonel Manzano       | USA        | 3:34,79    |           |
| 03    | Abdalaati Iguider    | Marokko    | 3:35,13    |           |
| 04    | Matthew Centrowitz   | USA        | 3:35,17    |           |
| 05    | Henrik Ingebrigtsen  | Norwegen   | 3:35,43    | NR        |
| 06    | Mekonnen Gebremedhin | Äthiopien  | 3:35,44    |           |
| 07    | Silas Kiplagat       | Kenia      | 3:36,19    |           |
| 08    | İlham Tanui Özbilen  | Türkei     | 3:36,72    |           |
| 09    | Nick Willis          | Neuseeland | 3:36,94    |           |
| 10    | Belal Mansoor Ali    | Bahrain    | 3:37,98    |           |
| 11    | Nixon Chepseba       | Kenia      | 3:39,04    |           |
| 12    | Asbel Kiprop         | Kenia      | 3:43,83    |           |

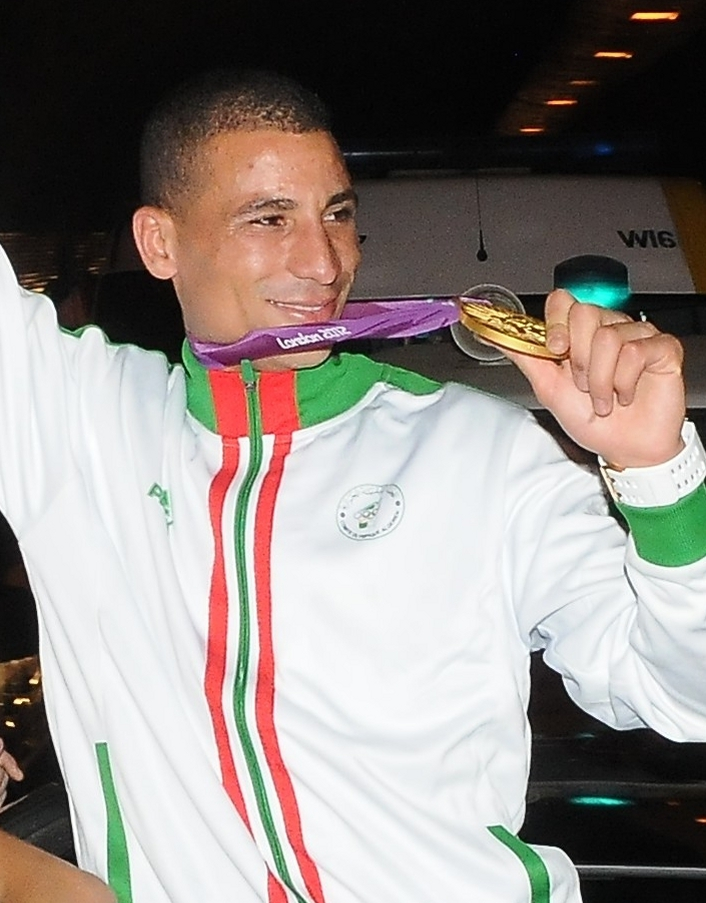
Taoufik Makhloufi durfte nach Rücknahme einer Suspendierung doch am Finale teilnehmen und wurde Olympiasieger

Für das Finale hatten sich alle drei angetretenen Kenianer sowie zwei US-Läufer qualifiziert. Komplettiert wurde das Finalfeld durch je einen Läufer aus Algerien, Äthiopien, Bahrain, Marokko, Neuseeland, Norwegen und der Türkei.
Finalteilnehmer Taoufik Makhloufi war von einer Sperre bedroht. Am Tag vor dem 1500-Meter-Endlauf hatte er seinen Vorlauf über 800 Meter abgebrochen. Offizielle der IAAF gingen zunächst davon aus, dass der Algerier sich für das Finale über 1500 Meter hatte schonen wollen und schlossen ihn wegen unehrenhaften Verhaltens von den weiteren Wettkämpfen aus. Der algerische Verband legte Einspruch ein und begründete Makhloufis Rennabbruch mit einer Knieverletzung, die von Ärzten bestätigt wurde. Da die Offiziellen nun keinen Ethikverstoß mehr feststellen konnten, nahmen sie ihre Entscheidung zurück und ließen Makhloufi für das 1500-Meter-Rennen wieder zu.
Der Olympiasieger von 2008 Asbel Kiprop laborierte an einer Verletzung und kam als Letzter ins Ziel. Seine Landsleute Silas Kiplagat und Nixon Chepseba führten das Feld bis ca. 300 Meter vor dem Ziel an. Makhloufi nutzte seine Chance nach seiner zwischenzeitlichen Suspendierung und deren Rücknahme. Er überspurtete die beiden Kenianer und gewann Olympiagold. Der US-Amerikaner Leonel Manzano kam über eine halbe Sekunde nach ihm als Zweiter ins Ziel vor dem Marokkaner Abdalaati Iguider. Kiplagat wurde Siebter, Chepseba Elfter und Vorletzter.

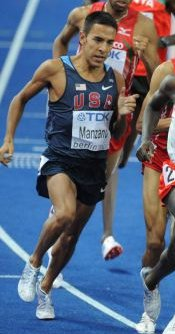
Silbermedaille: Leonel Manzano
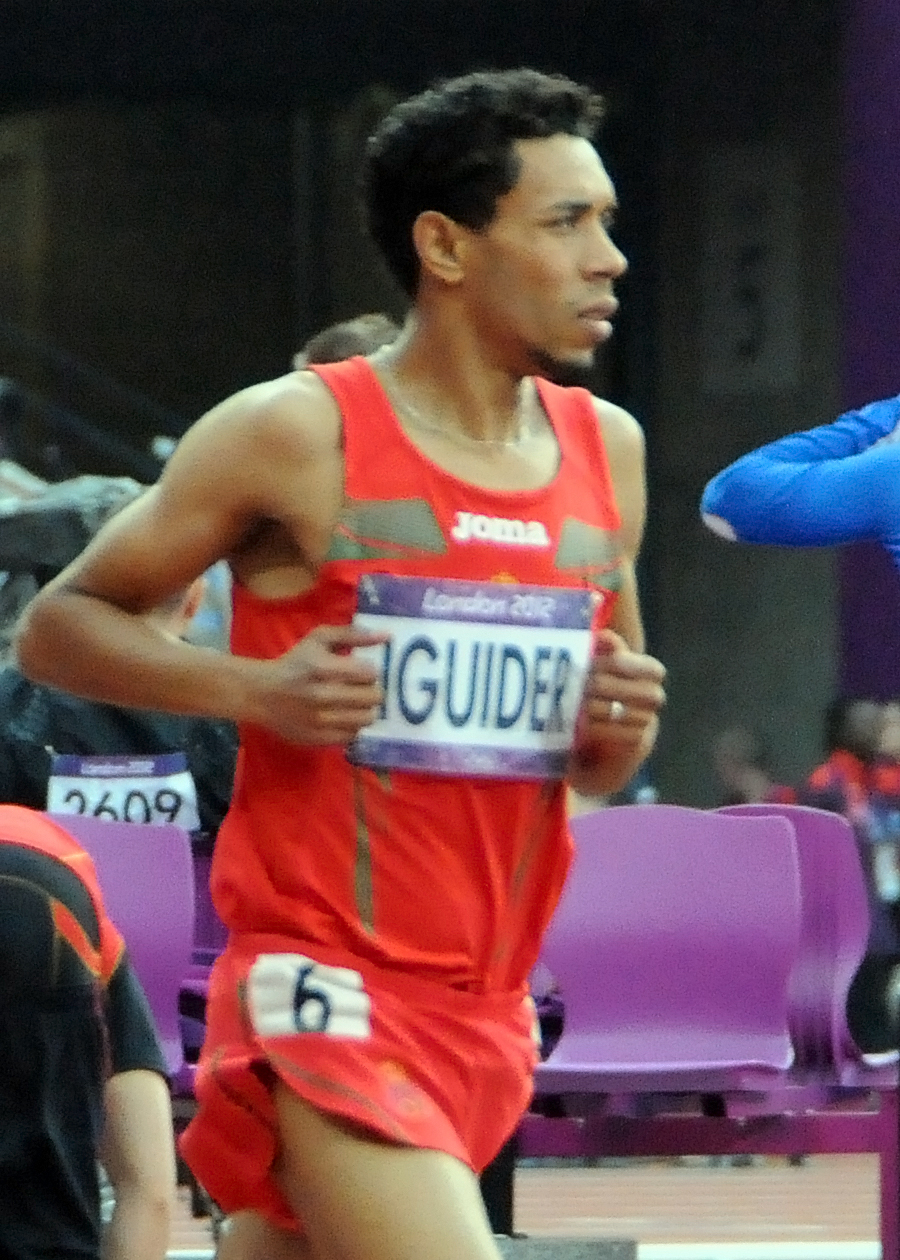
Bronzemedaille: Abdalaati Iguider
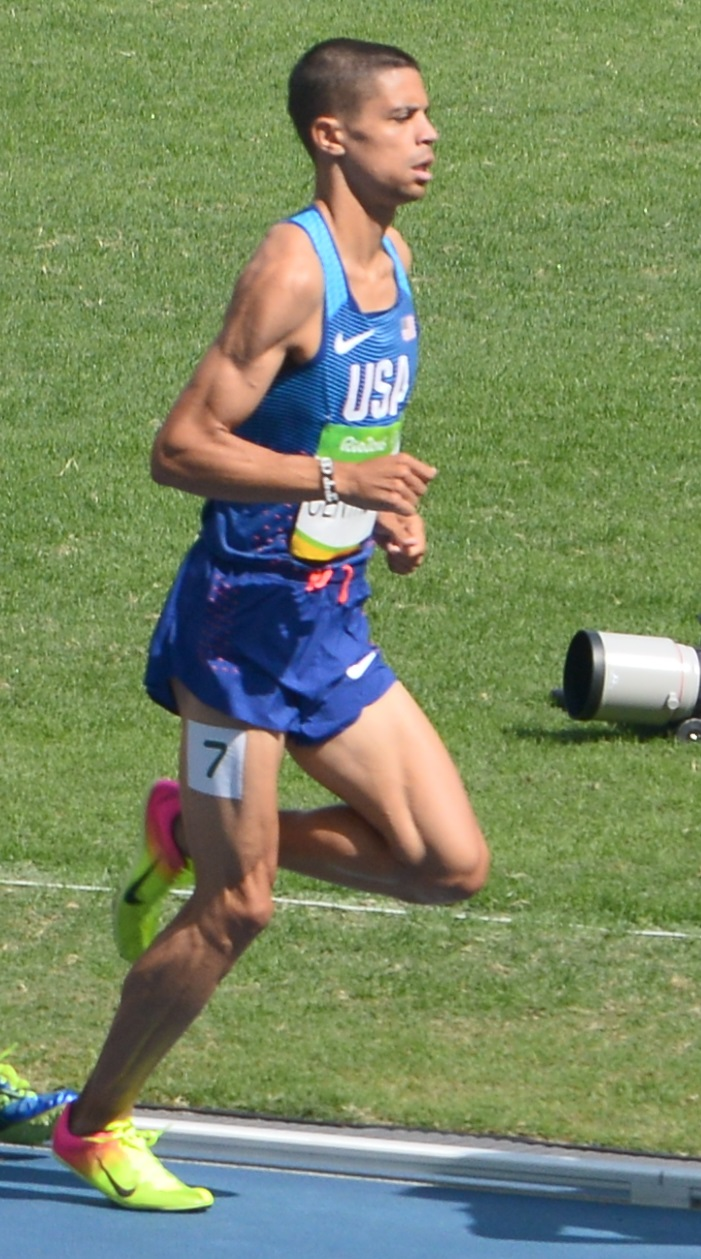
Matthew Centrowitz kam auf den vierten Platz
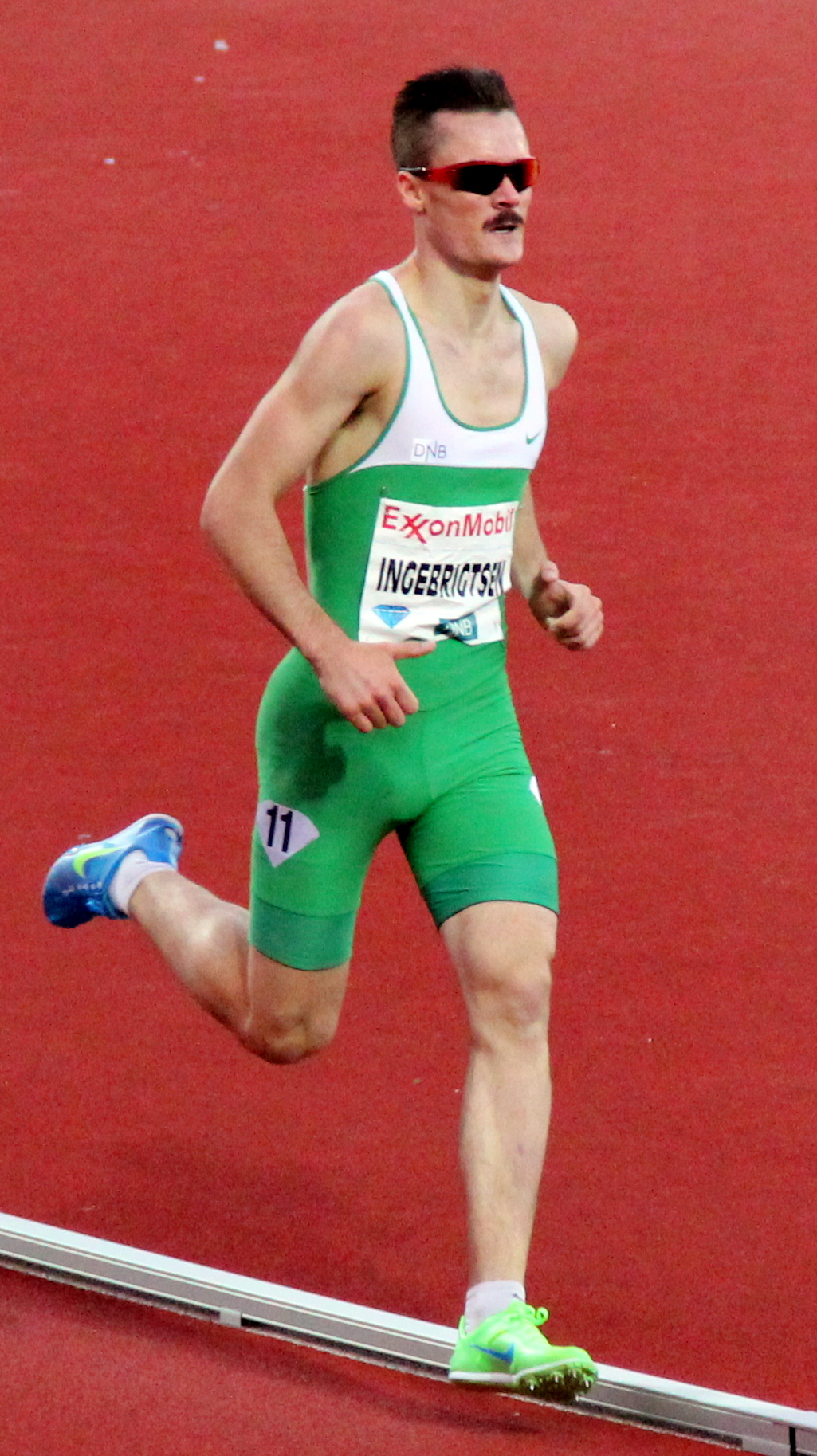
Henrik Ingebrigtsen belegte mit norwegischem Landesrekord Rang fünf

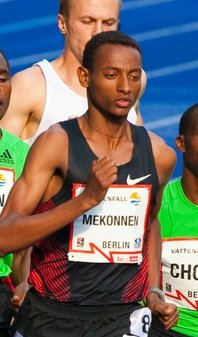
Mekonnen Gebremedhin erreichte Platz sechs
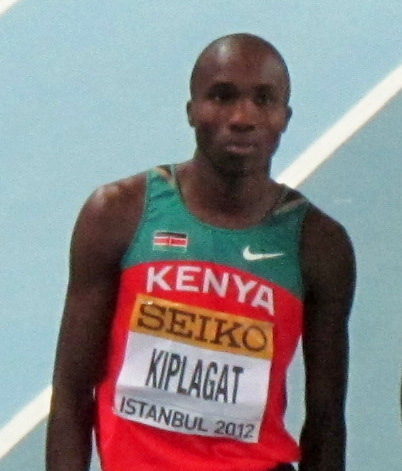
Der siebtplatzierte Silas Kiplagat
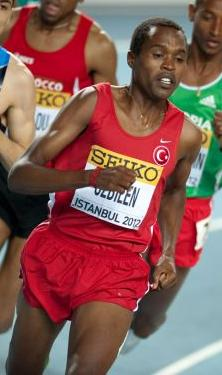
İlham Tanui Özbilen – Rang acht

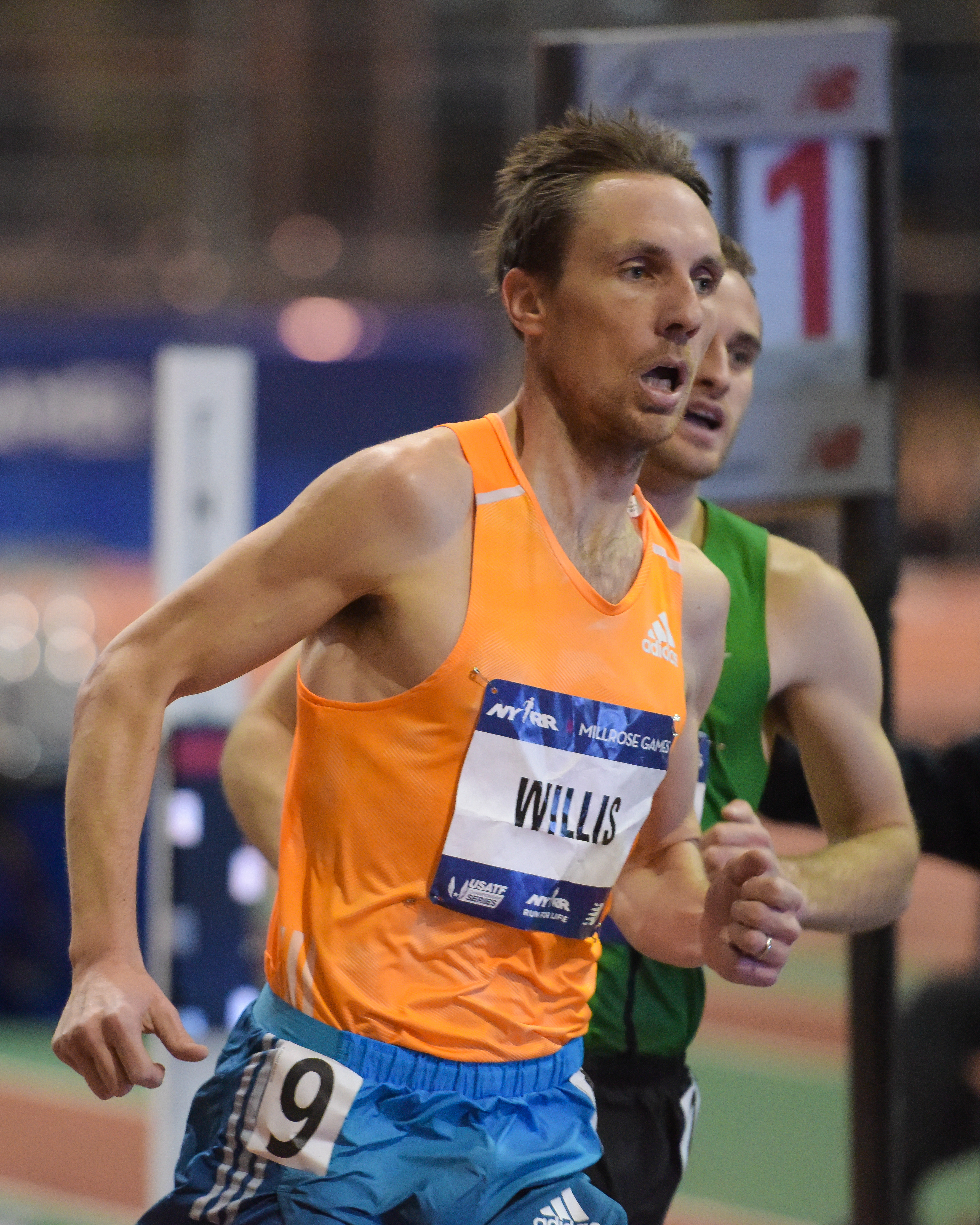
Der Olympianeunte Nick Willis
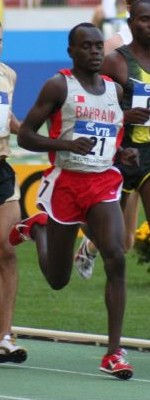
Rang zehn für Belal Mansoor Ali
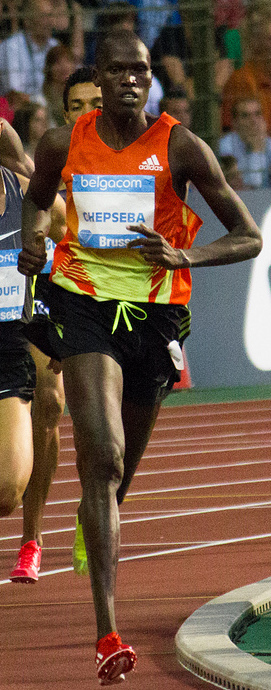
Nixon Chepseba – Platz elf
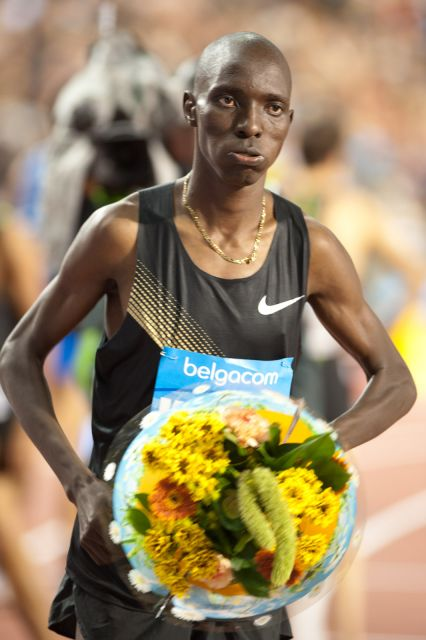
Der angeschlagene Olympiasieger von 2008 Asbel Kiprop wurde Zwölfter

## Videolinks
- 400m Full Event - Men's Heats - London 2012 Olympics, youtube.com, abgerufen am 16. April 2022
- Athletics Men's 1500m Round 1 Full Replay -- London 2012 Olympic Games, youtube.com, abgerufen am 16. April 2022
- Taoufik Makhloufi (ALG) Wins 1500m Gold - London 2012 Olympics, youtube.com, abgerufen am 16. April 2022